# Schulenburg, Texas
Schulenburg là một thành phố thuộc quận Fayette, tiểu bang Texas, Hoa Kỳ. Năm 2010, dân số của xã này là 2852 người.

## Dân số
- Dân số năm 2000: 2699 người.
- Dân số năm 2010: 2852 người.